# Jubaland
Jubaland (tiếng Somalia: Jubbaland, tiếng Ả Rập: جوبالاند, tiếng Ý: Oltregiuba), Thung lũng Juba (tiếng Somalia: Dooxada Jubba) hay Azania (tiếng Somalia: Asaaniya, tiếng Ả Rập: آزانيا), là một nhà nước thành viên liên bang ở miền nam Somalia. Biên giới phía đông của nó nằm cách sông Jubba 40–60 km (25–35 mi) về phía đông, trải dài từ Gedo đến Ấn Độ Dương,  trong khi phía tây của nó giáp tỉnh Đông Bắc của Kenya, được tách ra khỏi Jubaland trong thời kỳ thuộc địa.
Jubaland có diện tích 110.293 km2 (42.584 dặm vuông Anh). Vào năm 2005, nó có dân số là 953,045 cư dân. Lãnh thổ bao gồm các tỉnh Gedo, Lower Juba và Middle Juba. Thành phố lớn nhất của nó là Kismayo, nằm trên bờ biển gần cửa sông Jubba. Bardhere là thành phố lớn thứ hai ở Jubaland cũng như Luuq và Beled Haawo là các khu định cư chính khác của khu vực. Các thành phố khác như Jamame và Jilib hiện đang bị Al-Shabaab chiếm đóng.
Trong thời Trung cổ, Vương quốc Somali Ajuran có ảnh hưởng lớn đã thống trị lãnh thổ, tiếp theo là Vương quốc Geledi. Sau đó họ được sáp nhập vào Đông Phi thuộc Anh. Năm 1925, Jubaland được nhượng lại cho Ý, hình thành một phần của Somaliland thuộc Ý. Vào ngày 1 tháng 7 năm 1960, khu vực này cùng với phần còn lại của Somaliland thuộc Ý và Somaliland thuộc Anh đã trở thành một phần của Cộng hòa Somali độc lập.
Jubaland sau này là nơi diễn ra nhiều trận chiến trong cuộc nội chiến. Vào cuối năm 2006, phiến quân Hồi giáo đã giành được quyền kiểm soát hầu hết khu vực. Để giành lại quyền sở hữu lãnh thổ, một chính quyền tự trị mới có tên Azania đã được công bố vào năm 2010 và được chính thức hóa vào năm sau. Năm 2013, Cơ quan quản lý lâm thời Juba chính thức được thành lập và công nhận. Nó hiện là một trong năm chính quyền tự trị ở Somalia.

## Giao thông
Vận tải hàng không ở Jubaland được phục vụ bởi một số sân bay. Chúng bao gồm Sân bay Bardera, Sân bay Garbaharey và Sân bay Kismayo.

## Phân chia hành chính
Ba vùng hành chính cấu thành của Jubaland là:
- Gedo
- Lower Juba (Jubbada Hoose)
- Middle Juba (Jubbada Dhexe) – vẫn nằm dưới sự kiểm soát của Al-Shabaab

## Xã hội và văn hoá

### Cộng đồng
Nhóm Đoàn kết Jubbaland (Solidarity Group of Jubbaland - SGJ), là một tổ chức phát triển cơ sở địa phương ở Jubaland. Các điệu nhảy địa phương của Jubaland bao gồm Saar. Chết vì đói là vấn đề thường xuyên xảy ra ở Jubaland, bao gồm các năm 2017 và 2021. Năm 2020, tờ Daily Nation của Kenya đã mô tả Jubaland, cùng với Puntland là tộc Darod và tộc Sheekhaal.

### Biên giới
Vào tháng 2 năm 2019, các quan chức Kenya đã cáo buộc rằng Somalia đang tham gia vào một cuộc đấu giá quyền khoan thăm dò không phù hợp dọc theo bờ biển châu Phi ở ngoài khơi Jubaland. Tòa án Trọng tài Quốc tế đã lên lịch các thủ tục vào tháng 9 năm 2019 liên quan đến lãnh hải, mà các nguồn tin Somali cho biết đang được các quan chức Kenya chiếm đóng trước. Kenya yêu cầu Somalia từ bỏ vụ kiện lên ICJ để thảo luận song phương. Somalia coi đây là chiến thuật trì hoãn vì cuộc thảo luận không mang lại kết quả từ năm 2009 đến năm 2014. KTuy nhiên, Kenya đã trao quyền khai thác cho các công ty Pháp và Ý vào năm 2009, tuy nhiên, lại cáo buộc Somalia làm điều tương tự. SSomalia phủ nhận cáo buộc. Somalia đã thắng phần lớn vụ kiện ngoài khơi bờ biển Jubaland về tranh chấp hàng hải vào năm 2020 tại Tòa án Công lý Quốc tế (ICJ).